# Chip mounter
Chip mounter hay máy cắm chíp hay chip shooter là một hệ thống sử dụng đầu hút chân không (nozzle) và khí nén, cùng các hệ thống dịch chuyển 3D (x,y,z), camera quan sát, hệ thống nhận dạng,.. để gắp linh kiện (SMD) từ các feeder hay tray sau đó đặt vào các vị trí đã được lập trình trên bo mạch.
Trước khi đặt linh kiện vào vị trí xác định, chip mounter còn có khả năng (tùy loại máy):
- Nhận dạng bo mạch: Kích thước, tọa độ gốc, hình dạng,...
- Nhận dạng linh kiện: Kích thước, hình dạng, số chân, loại linh kiện,...

Khi đặt linh kiện xuống bề mặt board, chip mounter có khả năng (tùy loại máy):
- Xác định tọa độ
- Xoay linh kiện cho đúng chiều